# Mioara Pitulice
Mioara Pitulice (n. 16 iulie 1957  , Adunații-Copăceni județul Giurgiu) este o cântăreață de muzică populară din  Muntenia, România . 

## Repertoriu
Repertoriul ei este reprezentativ pentru zona de sud a țării, Muntenia, zona ei natală. Supranumită "vocea de aur a Munteniei", a fost solista Ansamblului artistic Ciocârlia timp de 11 ani. 
Are un timbru vocal deosebit cu inflexiuni și tonalități greu de reprodus, care a adus-o în atenția publicului și a specialiștilor. 
Pe parcursul carierei sale artistice, Mioara Pitulice a făcut nenumărate înregistrări reprezentative pentru zona ei natală. Ea a apărut în repetate rânduri la Televiziunea Națională și la Radio România, în special la îndrăgita emisiune "Tezaur Folcloric" realizată de Marioara Murărescu. Mioara Pitulice a participat la toate marile turnee organizate pentru promovarea folclorului românesc, atât în România, cât și în străinătate și a cântat alături de Irina Loghin, Ion Dolanescu, Maria Ciobanu, Ileana Constantinescu, Angela Buciu, Georgeta Anghel, Angela Moldovan și alte personalități marcante ale muzicii populare românești.

## Discografie[3]
- 1978 - "Inimioară cu dor mult"
- 1985 - "Ce se- aude jos în vale"
- 1987 - "Mierlă, mierlă cântătoare"
- 1980 - "Mână, Mână, Murguleț"
- 1993 - "Mioara Pitulice"